# Philonotis papillarioides
Philonotis papillarioides är en bladmossart som beskrevs av Jean Édouard Gabriel Narcisse Paris 1897. Philonotis papillarioides ingår i släktet källmossor, och familjen Bartramiaceae. Inga underarter finns listade i Catalogue of Life.